# Acid melitic
Acidul melitic, denumit și acid grafitic sau acid benzenhexacarboxilic, este un acid descoperit pentru prima dată în 1799 de  către Martin Heinrich Klaproth în mineralul denumit melit (piatra de miere), care este sarea de aluminiu a acestui acid. Acest compus cristalizează în ace fine și mătăsoase și este solubil în apă și alcool.

## Obținere
Acidul melitic poate fi preparat prin încălzirea melitului cu carbonat de amoniu, prin fierberea excesului de sare de amoniu și prin adăugarea de amoniac în soluție. Alumina precipitată este filtrată, filtratul este evaporat, iar sarea de amoniu a acidului este purificată prin recristalizare. Sarea de amoniu este apoi transformată în sare de plumb prin precipitare cu acetat de plumb, iar sarea de plumb este apoi descompusă în prezență de hidrogen sulfurat. O altă metodă de obținere este prin oxidarea carbonului pur, grafit sau hexametilbenzen (meliten), cu permanganat de potasiu alcalin la rece sau în prezență de acid azotic concentrat la cald. Procesul de oxidare al melitenului este inversul reducerii acidului melitic:

## Reacții
Este un compus foarte stabil; clorul, acidul azotic concentrat și acidul iohidric nu reacționează cu acest compus. Se descompune, prin distilare uscată, în dioxid de carbon și acid piromelitic, C10H6O8; când este distilat în prezență de var, formează dioxid de carbon și benzen. Digestia îndelungată a acidului cu un exces de pentaclorură de fosfor formează clorura acidă, care cristalizează în ace și se topește la 190°C °C.
Stabilitatea ridicată a sărurilor acidului melitic și prezența lor ca produs final al oxidării hidrocarburilor aromatice policiclice, care sunt prezente în sistemul solar, face posibil ca această substanță organică să fie regăsită în solul marțian.